# Athlone Town Stadium
Athlone Town Stadium (en irlandais: Páirc Tolca) est un stade de football situé dans le quartier de Lissywollen à Athlone en Irlande. Ce stade accueille actuellement le Athlone Town Football Club.

## Histoire
Le stade est construit en 2007 pour remplacer l'ancien stade du club St Mel's Park devenu obsolète.
En 2011, le club annonce avoir reçu un don de près de 660 000 euros pour couvrir les dettes résultant de la construction du stade, dettes qui mettent en grande difficulté le club. Le donateur reste alors inconnu. Mais la polémique rebondi lorsque se pose en 2018 la question de la propriété du stade. Il s'avère alors que le mystérieux donateur est en fait Declan Molloy un entrepreneur du quartier de Garrynafela à Athlone. La direction du club, par l’entremise de son secrétaire général David Dully souhaite que le stade passe sous propriété de la société propriétaire du club de football ou de la fédération irlandaise alors que dans les statuts 97% de celui-ci appartient à M. Molloy sous couvert d'une société dénommée Athlone Stadium Ltd. La question du don ou de l'achat du stade doit alors se régler en justice.
En 2019, le stade est équipé d'une pelouse artificielle Astro.
En 2023, le stade accueille la première édition de la Coupe du Président féminine. La rencontre voit le club local, le Athlone Town Association Football Club Ladies l'emporter aux tirs-au-but après avoir fait match nul (2-2) contre le Shelbourne Ladies Football Club. C'est le premier trophée de l'histoire du club féminin d'Athlone.